# Brachystegia bequaertii
Brachystegia bequaertii  es una especie de árbol perteneciente a la familia de las fabáceas. Es originario de África. Forma una parte importante de los bosques de miombo. Esta particular especie de Brachystegia se encuentra en África tropical distribuida por la  República Democrática del Congo.

## Taxonomía
Brachystegia bequaertii fue descrita por Émile Auguste Joseph De Wildeman y publicado en Repertorium Specierum Novarum Regni Vegetabilis 11: 512. 1913.